# Jacira Mendonca
Jacira Francisco Mendonca (* 7. Januar 1986 in Bissau) ist eine ehemalige guinea-bissauische Ringerin.
Sie trat bei den Olympischen Sommerspielen 2012 in London im Mittelgewicht an.

## Ergebnisse
| Jahr | Wettbewerb                               | Austragungsort | Ergebnis | Klassifikation |
| ---- | ---------------------------------------- | -------------- | -------- | -------------- |
| 2010 | Ringer-Weltmeisterschaften 2010          | Moskau         | 17.      | 59 kg          |
| 2011 | Afrikanische Ringer-Meisterschaften 2011 | Dakar          | 1.       | 59 kg          |
| 2011 | Ringer-Weltmeisterschaften 2011          | Istanbul       | 35.      | 63 kg          |
| 2012 | Afrikanische Ringer-Meisterschaften 2012 | Marrakesch     | 1.       | 63 kg          |
| 2012 | Olympische Spiele 2012                   | London         | 17.      | 63 kg          |
| 2014 | Afrikanische Ringer-Meisterschaften 2014 | Tunis          | 3.       | 63 kg          |
| 2014 | Ringer-Weltmeisterschaften 2014          | Taschkent      | 15.      | 63 kg          |